# Afriqiyah Airways Flight 771
Afriqiyah Airways Flight 771 var en flyvning mellem Johannesburg og London med mellemlanding i Tripoli.
Den 12. maj 2010 styrtede flyet ned ved landingen ved Tripoli internationale lufthavn. Ulykken dræbte 103 mennesker, hvoraf 92 var passagerer og 11 besætningsmedlemmer. En dreng på ti år var den eneste overlevende fra ulykken.

## Passagerer og besætning
| Land           | Passagerertal | Besætning | Overlevende | Total |
| -------------- | ------------- | --------- | ----------- | ----- |
| Storbritannien | 1             | 0         | 0           | 1     |
| Holland        | 67            | 0         | 1           | 68    |
| Østrig         | 2             | 0         | 0           | 2     |
| Frankrig       | 1             | 0         | 0           | 1     |
| Tyskland       | 1             | 0         | 0           | 1     |
| Belgien        | 4             | 0         | 0           | 4     |
| Libyen         | 2             | 11        | 0           | 13    |
| Sydafrika      | 13            | 0         | 0           | 13    |
| Zimbabwe       | 1             | 0         | 0           | 1     |
| Total          | 92            | 11        | 1           | 104   |

## Overlevende
Ved flystyrtet overlevede kun én af de 104 ombordværende; en 10-årig dreng fra Holland. Han blev kort tid efter blevet bragt til et hospital i Tripoli, hvor han har fået opereret begge ben. Den 13. maj blev han bragt hjem til Holland.